# Sielsowiet Wiejna
Sielsowiet Wiejna (biał. Вяйнянскі сельсавет; ros. Вейнянский сельсовет) – sielsowiet na Białorusi, w obwodzie mohylewskim, w rejonie mohylewskim, z siedzibą w Wiejnie.
Od północy graniczy z Mohylewem oraz na jego terytorium znajduje się eksklawa Mohylewa, obejmująca mohylewską elektrociepłownię i inne zakłady produkcyjne.
Według spisu z 2009 sielsowiet Wiejna zamieszkiwało 4889 osób, w tym 4540 Białorusinów (92,86%), 250 Rosjan (5,11%), 58 Ukraińców (1,19%), 17 Ormian (0,35%), 7 Mołdawian (0,14%), 11 osób innych narodowości i 6 osób, które nie podały żadnej narodowości.

## Miejscowości
- agromiasteczka:
  - Waschod
  - Wiejna
- wsie:
  - Nawasiołki
  - Paletniki
  - Wilczycy
  - Zaciszsza
- osiedla:
  - Hubanau
  - Smalakou